# Taconic Mountains
Taconic Mountains nebo Taconic Range je pásmo vrchovin a hor v severní části Appalačského pohoří, na severovýchodě Spojených států amerických. Leží ve východní části New Yorku, na severozápadě státu Connecticut a západě Massachusetts a Vermontu. Taconic Mountains je známé svou krásnou krajinou a významnou rekreační hodnotou. Nachází se zde okolo 60 různých chráněných krajinných oblastí a pohořím prochází stovky kilometrů turistických tras (včetně 3 500 km dlouhé Appalačské stezky).

## Geografie
Na východě je odděluje od Green Mountains 140 km dlouhé údolí Vermont, na západě od Adirondack Mountains tektonické údolí řeky Hudson. Vrcholy pásma se pohybují okolo 600 m. Nejvyšší horou je Equinox Mountain (1 170 m) a Mount Greylock (1 064 m).